# 週刊漫画ゴラク
『週刊漫画ゴラク』（しゅうかんまんがゴラク）は、日本文芸社発行の男性向け週刊漫画雑誌である。

## 概要
ゴラクWeb（公式ホームページ）で「本物の漢たちに贈るエンターテイメント!」をキャッチコピーにしている。日本文芸社では毎週金曜日を発売日としている。
読者層は30代〜50代の男性が主で、これは同じ大人向け漫画雑誌の『週刊漫画TIMES』（芳文社）と共通する。
編集方針として、他誌でリニューアルや編集部、読者と意識がズレてしまった等の理由で活躍の場が無くなった作家、作品を積極的に引き受けている。暴力事件やスキャンダルでどの出版社からも門前払いされていた梶原一騎の漫画原作者引退作品となるはずであった連載、「男の星座」を掲載した。また、『週刊少年ジャンプ』（集英社）で連載された「銀牙 -流れ星 銀-」の続編「銀牙伝説WEED」は、発行数2000万部を超える、1-39巻までの合計発行部数は1500万部を超えるヒット作となった。

## 歴史
1964年1月に隔週刊誌『漫画娯楽読本』（まんがごらくどくほん）として創刊。その後『漫画ゴラク dokuhon』（まんがゴラク ドクホン）の表記を経て、1971年8月から『週刊漫画ゴラク』表記となり、現在のスタイルに定着した。
初期の代表的連載作品として松本零士の『セクサロイド』、『大海賊ハーロック』、『ミステリー・イブ』、小島剛夕の『斬殺者』、『若い貴族たち』（原作・梶原一騎／画・佐藤まさあき）などがある。
1990年代に連載をスタートした作品の中には20年以上続いている長寿作品が多く見られ、1992年に連載を開始した『ミナミの帝王』（原作・天王寺大／画・郷力也）を筆頭に、1994年連載開始の『酒のほそ道』、1999年連載開始の『江戸前の旬』と『麻雀飛龍伝説 天牌』も、通算1000話を超える長期連載作品となっている。
2006年2月24日号で創刊2000号を達成。
2014年、週刊漫画ゴラク創刊50周年Twitterを開始。創刊50周年記念"超巨弾新連載"と称して宮下あきらの『男塾』シリーズの最終章『極!!男塾』を2409号から連載開始。

## 連載作品（五十音順）
- 生贄家族（杉野アキユキ）
- 江戸前の旬（作画：さとう輝 / 原案[注 6]：九十九森）※掲載順は主に巻末近くに固定
- 家電のデンさん（神保あつし）
- 餓の島G（玉井雪雄）
- 〜銀牙伝説〜レクイエム（高橋よしひろ）
- 警部補ダイマジン（作画：コウノコウジ / 原作：リチャード・ウー）
- ゴールデン・ガイ（渡辺潤）
- 酒のほそ道（ラズウェル細木）
- 山岳超人マツオカ（原作：志名坂高次 / 作画：粂田晃宏）
- 高嶺のハナさん（ムラタコウジ）
- テレーゼのために（ウチヤマユージ）※短期集中連載
- 洞窟人間（岡田卓也）
- ニュークリア（木村航）
- ノブナガ刑事（大和田秀樹）
- バクチグイ（作画：吉田史朗 / 原作：野﨑花一）
- 白竜HADOU（作画：渡辺みちお / 原作：天王寺大）※掲載順は主に巻頭近くに固定
- ヒトクイダンチ（落合裕介）
- 秘匿夫婦〜クピドの悪戯〜（北崎拓）
- ミナミの帝王（作画：郷力也 / 原作：天王寺大）※掲載順は主に巻末に固定
- やってはいけない（湖西晶）※コラムコーナー扱い

## 隔号・月1・シリーズ連載作品（五十音順）
- 蒼の不倫（佐野タカシ）
- 一級建築士矩子の設計思考（鬼ノ仁）
- お伽の国の涌子さん（高田サンコ）
- 首をまつる（雨瀬シオリ）
- ごじあいのススメ（カレー沢薫）
- 寺生まれ猫のタマさん（春輝）
- 時先生は着替えたい（高山としのり）
- 戸村助教授のアソビ（作画：富田童子 / 原作：都伊カオル）
- にんぷとくいいじ（松本救助）
- 夫婦はじめました。（でも）
- 闇市めし（魚乃目三太）
- レトロの片隅で（昌原光一）

## 連載終了作品（五十音順）

### あ行
- 嗚呼どす恋ジゴロ（平松伸二）
- 愛す男〜ICEMAN〜（村生ミオ）
- 哀夫人―華は乱れて（作画：花小路ゆみ / 原作：浅倉達彦）
- アウトロー日本昔話（島崎康行）
- 赤と鉄（作画：あだちつよし / シナリオ：鍋島雅治）
- あかね便り（関口シュン）
- 痣丸 -AZAMARU-（作画：黒咲一人 / 原作：桜小路むつみ）
- アシスタントの桃栗さん（早野旬太郎） ※漫画ゴラクスペシャルから移籍
- アシダカ -闇マネー狩り-（作画:嶋田ひろあき / 原作:俵家宗弖一）※短期集中連載
- あしたも通販（高倉あつこ）
- あにまるぅちん（カエデミノル）
- 天沢さんを推してます。（ウラモトユウコ）
- あやと私、まいにちみそ汁（五郎丸えみ）
- 蟻地獄（作画:武村勇治 / 原作:板倉俊之）
- 歩き巫女 九尾（大杉ゆきひろ）
  - 歩き巫女 九尾 千代女外伝
- アンダープリズン（宮尾行巳）
- アンとノン（よだひでき）
- いきものがすきだから（カレー沢薫）
- 異世界三冠王（渡辺保裕） ※第1部完
- 壱六のシチ!（作画：ひきの真二 / 原作：やまざきみき）
- いのち屋エンマ（富沢順）
- 癒されたい男（月島冬二）
- 鶯谷デッドゾーン（作画：三日閉両、原作：井深みつ）※ゴラクうぇぶ!（旧・Webゴラク）へ移籍
- ウタ★マロ〜愛の旅人〜（国友やすゆき）
- うっかりOLうかつちゃん（こいずみまり）
- 占師サダム（加藤唯史）
- うるはしの美魔女さん（さいだ一明）
- うれしはずかし物語（ジョージ秋山）
- ADボーイ（にわのまこと）
- 駅弁時間（六月柿光）
- SとM（村生ミオ） ※漫画ゴラクスペシャルへ移籍。
  - SとM エクスタシー(村生ミオ)
- エッジ・ゲーマーズ（小見川なまり）※短期集中連載
- 演歌の拳（木村シュウジ）
- ANGEL〜恋愛奉仕人・熱海康介（遊人）
- 大江戸国芳よしづくし（崗田屋愉一）
- 大江戸ジゴロ（作画：檜垣憲朗 / 原作：鍋島雅治）
- 大食い甲子園（土山しげる）
- OKバディ!!（金井たつお）
- オーラス-裏道の柳-（作画：嶺岸信明 / 原作：押川雲太朗）
- 奥さまは女スパイ（山口譲司）
- オジバディ（作画：はやせ淳 / 原作：末田雄一郎）
- 鳳（作画：渡辺みちお / 原作：神尾龍）
- オタッキー伝説（こしばしげる）
- おとこ旅 野風呂天国（沖圭一郎）
- 男!日本海（玄太郎）
- 男の作法（作画：なかじまもりお / 原作：池波正太郎）
- 男の星座（作画：原田久仁信 / 原作：梶原一騎）
- 男の流儀（塚原洋一）
- おちこぼれ（たーし）
- 鬼ゴロシ（河部真道）
- お主もワルよのぉ（作画:横川直史 / 原作:村田青）
- HONESTY（きたがわ翔）
- オバハンSOUL（もりやまつる）
- おやぢ猫の心配事（猫原ねんず）
- おれはシェフ（神保あつし）
- 女の解体新書（シモダアサミ） ※ゴラクエッグへ移籍。
- 隠密包丁〜本日も憂いなし〜（作画:本庄敬 / 原作:花形怜）

### か行
- GIRLS BE…（玉越博幸）
- 顔のない悪魔（作画：花小路ゆみ / 原作：浅倉達彦）
- 鍵師ロック（作画：飯星シンヤ / 原作：高田信）
- 係長ブルース（ロドリゲス井之介）
- カジノグイ（作画：吉田史朗 / 原作：野﨑花一）
- かぞく（土田世紀） ※絶筆
- カタログ☆おねいさん（葉月京 / 原案：華麗るう）
- 鰹みだれうち（関達也）
- 金色フィッシング（作画：江口賢一 / 原作：桜小路むつみ）
- 神様はサウスポー ダイアモンド（今泉伸二）
- カミ憑き我慢を決壊す（洋介犬）
- 唐獅子教師（作画：地引かずや / 原作：牛次郎）
- 監禁婚〜カンキンコン〜（近藤しぐれ） ※ ゴラクエッグへ移籍。
- ガングライフ〜オレとオモチャと家族と離婚〜（烏山英司）※短期集中連載
- カンナビス（佐伊村司）
- ガンニバル（二宮正明）
- 亀甲商店街・未亡人八百屋 桃谷つゆ子（こいずみまり）
- ギフト±（ナガテユカ）
- キャット・ウォーカー（細野不二彦）
- ぎゃるYOMEeee!（玉越博幸）
- 給料日のグルメ（楠本哲）
- 今日からヒットマン（むとうひろし）
- 凶獣イーグル（作画：山口正人 / 原作：西塔紅一）
- 狂乱横丁（どおくまんプロ）
- 恐竜荘物語（松本零士）
- 切子 殺（本田真吾） ※ 旧題は「切子」。
- 霧島嵐児（かざま鋭二）
- 銀牙少年伝説ドッグデイズ（高橋よしひろ）
- 銀牙伝説WEEDオリオン（高橋よしひろ）
  - 銀牙伝説 赤目
  - 銀牙〜THE LAST WARS〜
  - 銀牙伝説ノア
- 銀幕ボンバー（六田登）
- 喰いしん坊!（土山しげる）
- くっとろい奴（作画：ビッグ錠 / 原作：牛次郎）
- クマトラ クレイジートラックストーリー（六田登）
- 廓ノ幻（作画：今野直樹 / 原作：市原剛）
- 紅の戦艦（関達也）
- クローバー・シンデレラ（明石英之）※短期集中連載
- 黒い傷痕の男（佐藤まさあき）
- クロエの流儀（今井大輔）※ ゴラクエッグへ移籍。
- クロカン（三田紀房）
- クロコーチ（作画:コウノコウジ / 原作:リチャード・ウー）
- 黒懺悔（洋介犬）
- 芸能交渉人K（作画：近藤和寿 / 原作：柳心月）
- 競輪王ゼロ（山本康人）
- 激愛〜極道を愛した女〜（作画：阿宮美亜 / 原作：石原伸司）
- 撃覇（作画：渡辺みちお / 原作：天王寺大）
- 激マン!（永井豪）
- 外道坊（平松伸二）
  - 外道坊&マーダーライセンス牙（『外道坊』から改題）（平松伸二）
- 喧嘩ラーメン（土山しげる）
- 拳闘士（司敬）
- 荒野のグルメ（作画：土山しげる / 原作：久住昌之） ※ 漫画ゴラクスペシャルへ移籍。
- 5月の正しい使い方（風間やんわり）
- 極!!男塾（宮下あきら）
  - 真!!男塾（宮下あきら）
- ごくつま刑事（作画：和気一作 / 原作：香川まさひと）
- 極道運動会（渡辺保裕）
- 五十五歳の地図（黒咲一人）
- こじやこはる日和（田島ハル）
- コックマン（土山しげる）
- ごっつあんです（岡村賢二）
- GJ ゴッド・ジョブ（作画：叶精作 / 原作：伊月慶悟）
- コトブキ荘の食卓（魚乃目三太）
- このゆびとまれ（大澄剛） ※ ゴラクエッグへ移籍。
- 悪党（ゴミ）収集員-西園寺の流儀-（佐藤啓）
- ころがし涼太（村田ひろゆき）
- こんな私がいたなんて（小谷真倫）

### さ行
- 最強ゴルフ（いけうち誠一）
- 埼食主義の女（なかじまもりお）
- 酒とにくきゅうー（猫原ねんず）
- 酒のほそ道〜コラボ&リメイク〜（作画：Boichi / 原作：ラズウェル細木）
- ザ・シェフ（作画：加藤唯史 / 原作：剣名舞）
- サムライガール21（作画：金井たつお / 原作：桜小路むつみ）
- サンキュウ辰（さだやす圭）
- 斬殺者（作画：小島剛夕 / 原作：梶原一騎）
- Gの蹄音（やまさき拓味）
- しぃちゃん、あのね（東裏友希）
- しおき華（作画：内山まもる / 原作：林雄介）
- 新・事件屋稼業（作画：谷口ジロー / 原作：関川夏央）
- じこまん 〜自己漫（玉井雪雄） ※ 別冊漫画ゴラクを経て、ゴラクエッグへ移籍。
- 士魂燃ゆ（作画：司敬 / 原作：杉浦要之介）
- 死星（シスター）マリア（作画：叶精作 / 原作：梶研吾）
- シニザマ（作画：細川忠孝 / 原作：宮崎克）
- 忍歌（かわのいちろう）
- 仕沫屋 萬（作画：地引かずや / 原作：狩野梓）
- 邪道（土山しげる）
- 謝男（板垣恵介）
- 重太郎フォーリンラブ（東海林秀明）
- 樹海マン（作画：ふくしま政美 / 原作：西塔紅一）
- 粛清新選組（作画：和夏弘雨 / 原作：荒木俊明）
- 修羅がゆく（作画：山口正人 / 原作：川辺優）
- 錠前ロック!!（上農ヒロ昭）
- 食キング（土山しげる）
- 食の軍師（泉昌之）※月1連載
- 処刑道（楠本哲）
- 女帝花舞（作画：和気一作 / 原作：倉科遼）
- 私立極道高校2011（宮下あきら）
- 新宿セブン（作画:奥道則 / 原作:観月昴） ※漫画ゴラクスペシャルへ移籍。
- 新宿BOX（作画:奥道則 / 原作:観月昴）
- 陣内流柔術流浪伝 真島、爆ぜる!!（にわのまこと） ※ 別冊漫画ゴラクを経て、ゴラクエッグへ移籍。
- ずうふる（棚下照生）
- スマイリー（服部未定）
- するりのベント酒（作画：こしのりょう / 原作：久住昌之）※電子版限定
- ゼウス -神々の王-（作画：秋重学・原作：天王寺大）
- セーラー服怨歌（作画：中野喜雄 / 原作：東史朗）
- 戦国えっち（荒木俊明）
  - 太閤えっち
- 戦国SANADA紅蓮隊（平松伸二）
- 戦国のドン（岡村賢二）
- 千夜鬼抄バンパイア（郷力也）
- 戦野の一服（清澄炯一）
- そう言やのカナ（野村宗弘）
- ゾク議員（古沢優）
- ソコナシイチズ（保松侘助）※短期集中連載
- 葬流者（作画：ケン月影 / 原作：小池一雄）

### た行
- 堕悪-DARK-（作画：叶精作 / 原作：伊月慶悟）
- DIRTY〜ダーティー〜（作画：富沢順 / 原作：天王寺大）
- 大紀の女はお固いのがお好き（山崎大紀）
- 鯛と鯖（月島冬二）
- 代表取締役総長東郷西吉（古沢優）
- 大陸博徒（作画：北野英明 / 原作：李映伝(梶川良)）
- 闘う執事（東條仁）
- 駄馬コマンコスキー（野口アキラ）
- Wスティール（早坂ガブ）
- ダブル 〜背徳の隣人〜（国友やすゆき）
- 玉屋一代 花火心中（関達也）
- たらし君（平ひさし）
- 男知る祭〜ダンジルマツリ〜（桜木さゆみ）
- 地下のチカ（松本勇祐）
- 中年番長ノブナガ（沖田龍児）
- 弱虫（チンピラ）（立原あゆみ）
- 終のすみか（村生ミオ）
- 月夜の交差点（佐野タカシ）
- 定食ハニー（ナカタニD.）
- ディーラー8（檜垣憲朗）
- つりまん（いましろたかし）
- 天災一家!!モモヤマダ（沖田龍児）
- でんしゃ通り一丁目（池田邦彦）
- 天呆銭（神田たけ志）
- TOKYO女神'S（ヴィーナス）（作：赤羽シュン / 画：早川ナオヤ）
- 東京カルメン（作画：花小路ゆみ / 原作：鍋島雅治）
- 東京シャッターガール（桐木憲一）
- 東京メルヘン（笠太郎）
- 道玄坂アリス（イワシタシゲユキ）
- 闘龍伝（作画：谷村ひとし / 原作：塙鉄人）
- とおせんぼう（野部優美）
- ドMな極妻姐さん（小池田マヤ）
- ドカコック（渡辺保裕）
  - ドカせん（渡辺保裕）※ドカコックから通常連載化
- ドカバン社長（神保あつし）
- Dr.アシュラ（こしのりょう）
- Dr.沖のパチンコ教室（沖圭一郎 ）
- Dr.刑事まどか（作画：金井たつお / 原作：伊月慶吾）
- 特命キャバ嬢 只野仁美（柳沢きみお）
- どげせん（企画・全面協力：板垣恵介 / 作・画：RIN）
- トコR55（イワシタシゲユキ）
- 特攻会社員（古沢優）
- となりの林檎（山崎紗也夏）
- DrivingDoctor 黒咲（作画：ユウダイ / 原作：神尾龍）※第1部完
- どろろとえん魔くん（永井豪vs手塚治虫）

### な行
- ナイチンゲールによろしく（作画：金井たつお / 原作：末田雄一郎）
- 撫子アンジェラ（成田マナブ）
- ニセガク無宿（作画：高橋亘 / 原作：神保史郎）
- ニッポン職人列伝（本庄敬）
- にゃん組長（杉作）
- 猫とヤモメ（杉作）
- ねこまんま（魚乃目三太）
- の・ぞ・く保健教師（遊人）
- ノブナガ先生（大和田秀樹）

### は行
- バイオレンスジャック（永井豪）
- 売王（作画：土山しげる / 原作：梶研悟）
- HIGHER GROUND（小幡フミオ）
- 爆風三国志 我王の乱（作画：山口正人 / 原作：川辺優）
- ばくめし!（土山しげる）
- 白竜（作画:渡辺みちお / 原作:天王寺大）
  - 白竜LEGEND（作画:渡辺みちお / 原作:天王寺大）
- はぐれもの〜春をさがしに〜（作画：中原裕 / 原作：神尾龍）※短期集中連載
- ばっどまん -悪男-（玉井雪雄）
- ハゲ田ハゲ蔵（のむらしんぼ）
- パチっ子慕情（作画：永松潔 / 原作：牛次郎）
- パチプロ探偵ナナ（谷村ひとし）
- パチンカー人別帳（作画：左近士諒 / 原作：牛次郎）
- 花とおじさん（作画：太田正樹 / 原作：森高夕次）
- パラダイス監獄（有賀照人）
- ハルの肴 両国居酒屋物語（作画:本庄敬 / 原作:末田雄一郎）
- 番台猫のタマさん（春輝）
  - 女子寮猫のタマさん
- 半勃ち日記（とがしやすたか）
- ぴーかん!（玉越博幸）
- 美悪の華（作画：檜垣憲朗 / 原作：倉科遼）
- ピエロマン（原作：本田真吾 / 作画：高橋伸輔）
- 氷川凛子のぐだりんこ酒（七龜アンノ）
- ヒゲ猫のお宿（杉作）
- ヒトデナシ〜大江戸畜生稼業〜（作画：忠見周 / 原作：村田燕昇）※短期集中連載
- 秘書のカガミ（堀戸けい）
- ビターコネクト（今井大輔）
- ぴっかり職業訓練中（野村宗弘）
- ひみつの林檎（山崎紗也夏）
- 百一 hyakuichi（こうの史代）
- 病棟夫婦（宮川サトシ）
- 漂流の街（作画：山口正人 / 原作：宮崎信二）
- ピンクのカーテン（ジョージ秋山）
- ピンサロスナイパー（たべ・こーじ）
- ファーストレディ（作画：藤原芳秀 / 原作：宮崎克）
- フィッシュ・ラーゲ（ジョージ秋山）
- フィーバー課長（神保あつし）
- ふうどる劇場（のだじろー）
- 風流温泉ひとり旅（ぼおりゅう♡りき）
- フェイス〜背徳の囁き〜（作画:サカワキヒロ太 / 原作:村生ミオ）
- フシダラ〜妻が不倫をする理由〜（LINDA）
- 武士のフトコロ（岡村賢二）
- 二人ぼっち（南ひろこ）
- 不動（作画：渡辺みちお / 原作：天王寺大）
- ブルーシートブルース（北村永吾）
- ベタ道（ザビエル山田）
- ヘルハウンド-保険調査員怪譚-（作画：安藤慈朗 / 原作：大沢俊太郎）
- 放課後ナナ（地引かずや）
- ぽか♡べん（たかまつやよい）
- 誇り〜プライド〜（高橋陽一）
- ボタボタ（板垣巴留）※短期集中連載
- ほたるロードマップ（安堂ミキオ）
- ぽちゃこい（ムラタコウジ）
- ポリ公（立原あゆみ）
- ホルスの手（関達也）
- ボン蔵（もりやまつる）
- 本当にあったムフフな話（桜木さゆみ）

### ま行
- 麻雀飛龍伝説 天牌（作画：嶺岸信明 / 原作：来賀友志）※原作の来賀死去による未完
- マイティマザーズ（烏山英司）
- マインドハック（作画：あだちつよし / 原作：宮崎克）※短期集中連載
- マギー's犬Jr.（原案：小池一夫 / 作画：叶精作 / 原作：梶研悟）
- 親玉'S<マスターズ>（かざま鋭二）
- またまたインドへ馬鹿がやってきた（山松ゆうきち）
- 真知子（向後つぐお）
- マトリズム（鈴木マサカズ）
- まぼろしキャバレー（池田邦彦）
- ママはスポーツドクター（芹沢直樹）
- ママやん!（細井ちえ）
- 真夜中の熱帯魚（作画：東克美 / 原作：倉科遼）
- マルチスワンプ〜かのじょのすがお〜（多田基生）※短期集中連載
- ○泌のナース（高倉あつこ）※「○泌」は、○の中に「泌」の文字
- マル暴鑑識官（作画：田中つかさ / 原作黒沢哲哉）
- ミスター赤玉（田村信）
- ミッシングコード（岡村星 / 脚色：沙村広明）※短期集中連載
- 密林記（作画：広岡裕英 / 原作：草川隆）
- ミナミの帝王 ヤング編（作画：郷力也 / 原作：天王寺大）
- 結ばる焼け跡（雨瀬シオリ）
- 冥土IN極道（かたやままこと）
- 女神さまのいうとおり（廣瀬良多）
- 土竜の剣（作画：かわのいちろう / 原作：狩野梓）
- モトショップ大五郎（作画：吉本浩二 / 原作：黒沢哲哉）
- ももえのひっぷ（コージィ城倉）
- もろびとこぞりて（ウチヤマユージ）※短期集中連載
- モンキーピーク（作画:粂田晃宏 / 原作:志名坂高次）
  - モンキーピーク the Rock（作画：粂田晃宏 / 原作：志名坂高次）
- 悶悶サラリーMAN（中崎タツヤ）
- モンローちゃん（はらたいら）

### や行
- 八百屋のベジ太くん（大原なち）
- ヤスジのドッチラケ節（谷岡ヤスジ）
- 野望の王国（作画：由起賢二 / 原作：雁屋哲）
- 山手線ものがたり（池田邦彦）
- 優駿物語（やまさき拓味）
- 柳都物語（作画：和気一作 / 原作：倉科遼）
- やわらか（村岡ユウ）
- 湯探歩（ぶん：山崎一夫 / え：西原理恵子）
- よのなかの獣（保松侘助）※短期集中連載
- 44歳の彼女（ホリユウスケ）

### ら行
- ラクガキ〜呪いの館〜（作画:粂田晃宏 / 原作:志名坂高次）
- りもこんマン（平ひさし）
- Re:ロード（佐々木拓丸）
- 理尽の不思議な野球（漫画：かわぐちかいじ / 原作：四角丸）※未完
- リバースエッジ 大川端探偵社（作画：たなか亜希夫 / 原作：ひじかた憂峰）
- LOSERS（山本隆一郎）
- 歴女ガイドねね（そらあすか）
- レッドリスト〜警視庁組対三課PO〜（神崎裕也）
- LV41才の勇者（作画：ナンジョウヨシミ / 原作：宮川サトシ）※月1連載・第1部完
- 恋愛の神様（鈴木マサカズ）
- 69デナシ（山本康人）
- 六本木特命刑事COOL（作画：檜垣憲朗 / 原作：鍋島雅治）

### わ行
- 若い貴族たち（作画：佐藤まさあき / 原作：梶原一騎）
- わし流小田舎ぐらし（ぼおりゅう♡りき）
- わたしの死に方（湖西晶）
- 笑う殺し屋（長谷川哲也）
- ワリキリ姉妹（高遠るい）

## 映像化作品
ナンバリングの記入や、副題の記入は省略している作品もある。

### アニメ化
| 作品                 | 発売年          | アニメーション制作                    | 備考                                                                        |
| -------------------- | --------------- | ------------------------------------- | --------------------------------------------------------------------------- |
| ピンクのカーテン     | 1987年          | N/A                                   | アダルトアニメ。タイトルは「オリジナル・アダルト・アニメ ピンクのカーテン」 |
| バイオレンスジャック | 1986年 - 1991年 | 葦プロダクション(1)、 Studio 88(2・3) |                                                                             |
| 修羅がゆく           | 1994年          | N/A                                   |                                                                             |
| ミナミの帝王         | 2006年          | N/A                                   | タイトルは「難波金融伝・ミナミの帝王」                                      |

| 作品           | 配信年 | アニメーション制作         | 備考 |
| -------------- | ------ | -------------------------- | ---- |
| クロカン       | 2013年 | Next Media Animation Japan |      |
| ギフト±        | 2018年 | Acca eff                   |      |
| モンキーピーク | 2018年 | Tomovies LLC               |      |

### 実写化
| 作品                        | 放送年                      | 制作                                           | 備考                             |
| --------------------------- | --------------------------- | ---------------------------------------------- | -------------------------------- |
| ザ・シェフ                  | 1995年                      | N/A                                            |                                  |
| 秘書のカガミ                | 2008年                      | テレビ東京、ファインエンターテイメント         |                                  |
| ミナミの帝王                | 2010年 - 2023年（全て特番） | 関西テレビ、メディアプルポ                     | タイトルは「新・ミナミの帝王」   |
| クロコーチ                  | 2013年                      | N/A                                            |                                  |
| リバースエッジ 大川端探偵社 | 2014年                      | テレビ東京                                     |                                  |
| 食の軍師                    | 2015年                      | NAS、共同テレビジョン                          |                                  |
| 新宿セブン                  | 2017年                      | テレビ東京、共同テレビジョン                   |                                  |
| 逃亡花                      | 2018年                      | BSジャパン、共同テレビジョン                   |                                  |
| 江戸前の旬                  | 2018年（第1期）             | BSテレ東、キュー・テック                       |                                  |
| 江戸前の旬                  | 2019年（第2期）             | BSテレ東、キュー・テック                       | タイトルは「江戸前の旬 season2」 |
| 癒されたい男                | 2019年                      | テレビ東京                                     |                                  |
| ミナミの帝王 ヤング編       | 2019年                      | 関西テレビ、メディアプルポ                     | タイトルは「ミナミの帝王ZERO」   |
| 高嶺のハナさん              | 2021年（第1期）             | N/A                                            |                                  |
| 高嶺のハナさん              | 2022年（第2期）             | N/A                                            | タイトルは「高嶺のハナさん2」    |
| 警部補ダイマジン            | 2023年                      | OLM（協力）、楽映舎（協力）                    |                                  |
| 今日からヒットマン          | 2023年                      | テレビ朝日、MMJ                                |                                  |
| Dr.アシュラ                 | 2025年                      | フジテレビ、ファインエンターテイメント（協力） |                                  |

| 作品               | 配信年          | 制作                      | 備考 |
| ------------------ | --------------- | ------------------------- | ---- |
| 今日からヒットマン | 2014年          | BeeTV、日テレアックスオン |      |
| ガンニバル         | 2022年（第1期） | N/A                       |      |
| ガンニバル         | 2025年（第2期） | N/A                       |      |

| 作品                 | 公開年                    | 配給 | 備考 |
| -------------------- | ------------------------- | --- | --- |
| ピンクのカーテン     | 1982年 - 1983年           | 日活ロマンポルノ                                                                                          | 成人指定 |
| うれしはずかし物語   | 1988年                    | 日活 | |
| ミナミの帝王         | 1993年 - 2004年（OV関連） | N/A | オリジナルビデオ（OV）版の関連作品。 タイトルは「難波金融伝ミナミの帝王劇場版」あるいは 「難波金融伝ミナミの帝王スペシャル劇場版」 |
| ミナミの帝王         | 2017年（ドラマ関連）      | KATSU-do                                                                                                  | テレビドラマ版の関連作品。タイトルは「劇場版 新・ミナミの帝王」                                                                    |
| 修羅がゆく           | 1995年 - 2000年           | スコルピオン（1）、花田企画（1協力）、 メディアネットワーク（2協力）、 ヤングコーポレーション（2・4協力） | |
| 弱虫（チンピラ）     | 2000年                    | グルーヴコーポレーション、エクセレントフィルム（協力）                                                    | |
| 喰いしん坊!          | 2007年 - 2008年           | メディア・ワークス                                                                                        | オリジナルビデオ版の前作。 |
| 今日からヒットマン   | 2009年                    | 東映ビデオ                                                                                                | |
| SとM                 | 2010年（第1作）           | ユナイテッドエンタテインメント                                                                            | タイトルは「SとM 劇場版」 |
| SとM                 | 2013年 - 2014年（第2作）  | ソリッドフィーチャー                                                                                      | タイトルは「新・SとM 劇場版」 |
| 東京シャッターガール | 2013年                    | 「東京シャッターガール」製作委員会                                                                        | オムニバス映画 |
| 鬼ゴロシ             | 2025年                    | Netflix                                                                                                   | WEB配信 タイトルは「Demon City 鬼ゴロシ」                                                                                          |

| 作品                        | 発売年                   | 制作                                                                                           | 備考                                                     |
| --------------------------- | ------------------------ | ---------------------------------------------------------------------------------------------- | -------------------------------------------------------- |
| ピンクのカーテン            | 1991年 - 1992年          | N/A                                                                                            | タイトルは「新・ピンクのカーテン」                       |
| ミナミの帝王                | 1992年 - 2007年          | ヒーロー・コミュニケーションズ、エクセレントフィルム（協力）、グランプリ・エクセレント（協力） | タイトルは「難波金融伝・ミナミの帝王」                   |
| スーパーチューナー ばっくれ | 1995年                   | N/A                                                                                            | タイトルは「ばっくれ」                                   |
| 喧嘩ラーメン                | 1996年                   | N/A                                                                                            | タイトルは「メン道一代 喧嘩ラーメン」                    |
| 麻雀飛龍伝説 天牌           | 2001年 - 2002年（第1作） | N/A                                                                                            |                                                          |
| 麻雀飛龍伝説 天牌           | 2010年 - 2011年（第2作） | N/A                                                                                            | タイトルは「麻雀飛龍伝説 天牌 -TENPAI-」                 |
| ミナミの帝王 ヤング編       | 2006年                   | ヒーロー・コミュニケーションズ、エクセレントフィルム（協力）、グランプリ・エクセレント（協力） | タイトルは「ヤング編・ミナミの帝王「金貸し萬田銀次郎」」 |
| 喰いしん坊!                 | 2008年                   | メディア・ワークス（3）、ジャパニメーション・メディア・ワークス（4）                           | 映画版の続編                                             |
| 鳳                          | 2009年 - 2010年          | メディア・ワークス                                                                             |                                                          |
| 不動                        | 2011年                   | メディア・ワークス                                                                             |                                                          |
| 外道坊                      | 2011年                   | メディア・ワークス                                                                             |                                                          |
| 首領の道                    | 2011年 - 2015年（第1作） | メディア・ワークス、アスプロスドラーゴ（協力）                                                 |                                                          |
| 首領の道                    | 2015年 - 2016年（第2作） | メディア・ワークス、ソリッドフィーチャー （協力）、ムービーマジック（協力）                    | タイトルは「首領の道 Season2」                           |

| 作品             | 発売年 | 制作     | 備考 |
| ---------------- | ------ | -------- | ---- |
| ピンクのカーテン | 2009年 | エルトポ |      |

| 作品       | 放送年          | 制作 | 備考                                                         |
| ---------- | --------------- | ---- | ------------------------------------------------------------ |
| 酒のほそ道 | 2016年 - 2017年 | N/A  | グルメ番組。タイトルは「酒のほそ道〜今宵も一杯やりますか〜」 |

## 備考
本誌の掲載作品は不定期連載も多く独特な構成のため、参考として2011年7月1日号から9月30日号までの各作品の掲載状況を表形式にして示す。
2011年各号の掲載作品数は17前後で、そのうち約半数強が毎号掲載されている。それ以外の作品のうちには、隔号掲載と明記されたものもあるが、休載サイクルの明記がないものや、掲載時の最終頁に次回掲載予定の記載されぬものなども多い。
| 月日号 No. 発売日                 | 頁 数 | 7/1 2268 6/17                                                           | 7/8 2269 6/24                                                           | 7/15 2270 7/1                                                           | 7/23 2271 7/8                                                           | 7/29 2272 7/15                                                          | 8/5 2273 7/22                                                           | 8/12 2274 7/29                                                          | 8/19 2275 8/5                                                           | 8/26 2276 8/12                                                          | 9/2 2277 8/19                                                           | 9/9 2278 8/26                                                           | 9/16 2279 9/2                                                           | 9/23 2280 9/9                                                           | 9/30 2281 9/16                                                          |
| --------------------------------- | ----- | ----------------------------------------------------------------------- | ----------------------------------------------------------------------- | ----------------------------------------------------------------------- | ----------------------------------------------------------------------- | ----------------------------------------------------------------------- | ----------------------------------------------------------------------- | ----------------------------------------------------------------------- | ----------------------------------------------------------------------- | ----------------------------------------------------------------------- | ----------------------------------------------------------------------- | ----------------------------------------------------------------------- | ----------------------------------------------------------------------- | ----------------------------------------------------------------------- | ----------------------------------------------------------------------- |
| SとM                              | 22    | 第201話                                                                 | -                                                                       | 第202話                                                                 | 第203話                                                                 | 第204話                                                                 | -                                                                       | 第205話                                                                 | 第206話                                                                 | 第207話                                                                 | -                                                                       | 第208話                                                                 | 第209話                                                                 | 第210話                                                                 | -                                                                       |
| 江戸前の旬                        | 20    | 第617話                                                                 | 第618話                                                                 | 第619話                                                                 | 第620話                                                                 | 第621話                                                                 | 第622話                                                                 | 第623話                                                                 | 第624話                                                                 | 第625話                                                                 | 第626話                                                                 | 第627話                                                                 | 第628話                                                                 | 第629話                                                                 | 第630話                                                                 |
| 大食い甲子園                      | 22    | 第51話                                                                  | 第52話                                                                  | 最終話                                                                  | -                                                                       | -                                                                       | -                                                                       | -                                                                       | -                                                                       | -                                                                       | -                                                                       | -                                                                       | -                                                                       | -                                                                       | -                                                                       |
| 奥さまは女スパイ                  | 22    | -                                                                       | -                                                                       | Mission 4                                                               | -                                                                       | -                                                                       | -                                                                       | -                                                                       | -                                                                       | -                                                                       | -                                                                       | -                                                                       | -                                                                       | -                                                                       | Mission 5                                                               |
| オバハンSOUL                      | 24    | 第18話                                                                  | -                                                                       | 第19話                                                                  | -                                                                       | 第20話                                                                  | -                                                                       | 第21話                                                                  | -                                                                       | 第22話                                                                  | -                                                                       | -                                                                       | -                                                                       | 第23話                                                                  | -                                                                       |
| おやぢ猫の心配事                  | 2     | 25肉球目                                                                | -                                                                       | -                                                                       | -                                                                       | -                                                                       | 26肉球目                                                                | -                                                                       | -                                                                       | -                                                                       | -                                                                       | 27肉球目                                                                | 28肉球目                                                                | -                                                                       | -                                                                       |
| 解決!泡姫                         | 4     | -                                                                       | -                                                                       | -                                                                       | -                                                                       | -                                                                       | -                                                                       | -                                                                       | 掲載                                                                    | -                                                                       | -                                                                       | -                                                                       | -                                                                       | -                                                                       | 掲載                                                                    |
| かぞく                            | 8     | 第1話                                                                   | 第2話                                                                   | -                                                                       | -                                                                       | 第3話                                                                   | -                                                                       | -                                                                       | -                                                                       | -                                                                       | -                                                                       | 第4話                                                                   | 第5話                                                                   | -                                                                       | -                                                                       |
| カタログ☆おねいさん               | 8     | -                                                                       | -                                                                       | -                                                                       | -                                                                       | -                                                                       | VOL.9                                                                   | VOL.10                                                                  | -                                                                       | -                                                                       | -                                                                       | -                                                                       | -                                                                       | -                                                                       | -                                                                       |
| 河童が歩いた昔噺                  | 4     | -                                                                       | -                                                                       | -                                                                       | -                                                                       | -                                                                       | -                                                                       | -                                                                       | -                                                                       | ( 7 )                                                                   | -                                                                       | -                                                                       | -                                                                       | -                                                                       | -                                                                       |
| 家電のデンさん                    | 3     | 49発目                                                                  | 50発目                                                                  | 51発目                                                                  | 52発目                                                                  | 53発目                                                                  | 54発目                                                                  | 55発目                                                                  | 56発目                                                                  | 57発目                                                                  | 58発目                                                                  | 59発目                                                                  | 60発目                                                                  | 61発目                                                                  | 62発目                                                                  |
| カブキの不動                      | 22    | -                                                                       | -                                                                       | 第38話                                                                  | -                                                                       | -                                                                       | -                                                                       | 第39話                                                                  | -                                                                       | -                                                                       | -                                                                       | -                                                                       | -                                                                       | 第40話                                                                  | -                                                                       |
| 亀甲商店街未亡人八百屋 桃谷つゆ子 | 2     | -                                                                       | -                                                                       | 39本目                                                                  | 40本目 （最終回）                                                       | -                                                                       | -                                                                       | -                                                                       | -                                                                       | -                                                                       | -                                                                       | -                                                                       | -                                                                       | -                                                                       | -                                                                       |
| 今日からヒットマン                | 22    | -                                                                       | 第182話                                                                 | 第183話                                                                 | -                                                                       | -                                                                       | 第184話                                                                 | 第185話                                                                 | 第186話                                                                 | -                                                                       | -                                                                       | 第187話                                                                 | 第188話                                                                 | -                                                                       | -                                                                       |
| 銀牙伝説WEED オリオン             | 24    | 第96話                                                                  | -                                                                       | 第97話                                                                  | 第98話                                                                  | 第99話                                                                  | 第100話                                                                 | 第101話                                                                 | 第102話                                                                 | 第103話                                                                 | 第104話                                                                 | 第105話                                                                 | 第106話                                                                 | 第107話                                                                 | 第108話                                                                 |
| 廓ノ幻                            | 24    | 第五幕                                                                  | -                                                                       | -                                                                       | -                                                                       | -                                                                       | -                                                                       | -                                                                       | -                                                                       | -                                                                       | -                                                                       | 最終幕                                                                  | -                                                                       | -                                                                       | -                                                                       |
| 激マン!                           | 22    | -                                                                       | 第35話                                                                  | -                                                                       | 第36話                                                                  | -                                                                       | 第37話                                                                  | 第38話                                                                  | -                                                                       | -                                                                       | 第39話                                                                  | -                                                                       | 第40話                                                                  | -                                                                       | 第41話                                                                  |
| 酒のほそ道                        | 6     | 第836話                                                                 | 第837話                                                                 | 第838話                                                                 | 第839話                                                                 | 第840話                                                                 | 第841話                                                                 | 第842話                                                                 | 第843話                                                                 | 第844話                                                                 | 第845話                                                                 | 第846話                                                                 | 第847話                                                                 | 第848話                                                                 | 第849話                                                                 |
| じこまん-自己漫-                  | 10    | 其の二                                                                  | -                                                                       | -                                                                       | -                                                                       | 其の三                                                                  | -                                                                       | -                                                                       | -                                                                       | -                                                                       | -                                                                       | 其の四                                                                  | -                                                                       | -                                                                       | -                                                                       |
| 邪道                              | 22    | -                                                                       | -                                                                       | -                                                                       | -                                                                       | -                                                                       | -                                                                       | -                                                                       | 第1話                                                                   | 第2話                                                                   | 第3話                                                                   | 第4話                                                                   | 第5話                                                                   | 第6話                                                                   | 第7話                                                                   |
| 食の軍師                          | 10    | その三                                                                  | -                                                                       | -                                                                       | -                                                                       | -                                                                       | その四                                                                  | -                                                                       | -                                                                       | -                                                                       | -                                                                       | その五                                                                  | -                                                                       | -                                                                       | -                                                                       |
| 私立極道高校2011                  | 33    | -                                                                       | 第1話                                                                   | -                                                                       | -                                                                       | -                                                                       | 第2話                                                                   | -                                                                       | -                                                                       | -                                                                       | 第3話                                                                   | -                                                                       | -                                                                       | -                                                                       | -                                                                       |
| 陣内流柔術流浪伝 真島、爆ぜる!!   | 19    | -                                                                       | 口伝四十四                                                              | -                                                                       | 口伝四十五                                                              | -                                                                       | 口伝四十六                                                              | -                                                                       | 口伝四十七                                                              | -                                                                       | 口伝四十八                                                              | -                                                                       | 口伝四十九                                                              | -                                                                       | 口伝五十                                                                |
| そう言やのカナ                    | 4     | -                                                                       | 其の24                                                                  | -                                                                       | -                                                                       | 其の25                                                                  | -                                                                       | -                                                                       | 其の26                                                                  | -                                                                       | -                                                                       | -                                                                       | -                                                                       | 其の27                                                                  | -                                                                       |
| 東京シャッターガール              | 5     | -                                                                       | -                                                                       | -                                                                       | -                                                                       | -                                                                       | 第19話                                                                  | -                                                                       | 第20話                                                                  | -                                                                       | -                                                                       | 第21話                                                                  | -                                                                       | -                                                                       | -                                                                       |
| 道玄坂アリス                      | 22    | -                                                                       | 第3話                                                                   | -                                                                       | -                                                                       | -                                                                       | -                                                                       | -                                                                       | -                                                                       | -                                                                       | -                                                                       | -                                                                       | -                                                                       | 第4話                                                                   | -                                                                       |
| どげせん                          | 22    | -                                                                       | -                                                                       | -                                                                       | -                                                                       | 第22話                                                                  | -                                                                       | 第23話                                                                  | -                                                                       | 第24話                                                                  | -                                                                       | -                                                                       | -                                                                       | -                                                                       | -                                                                       |
| のぞく保健教師                    | 18    | -                                                                       | -                                                                       | -                                                                       | -                                                                       | -                                                                       | -                                                                       | -                                                                       | -                                                                       | PEEP 1                                                                  | PEEP 2                                                                  | PEEP 3                                                                  | -                                                                       | -                                                                       | PEEP 4                                                                  |
| 白竜LEGEND                        | 22    | 暴力の168                                                               | 暴力の169                                                               | 暴力の170                                                               | 暴力の171                                                               | 暴力の172                                                               | 暴力の173                                                               | 暴力の174                                                               | 暴力の175                                                               | 暴力の176                                                               | 暴力の177                                                               | 暴力の178                                                               | 暴力の179                                                               | 暴力の180                                                               | 暴力の181                                                               |
| ファミスポ鈴成さん                | 3     | -                                                                       | -                                                                       | 1本目                                                                   | -                                                                       | 2本目                                                                   | -                                                                       | -                                                                       | 3本目                                                                   | -                                                                       | -                                                                       | -                                                                       | -                                                                       | 4本目                                                                   | -                                                                       |
| ベースボール弁護士                | 8     | -                                                                       | -                                                                       | -                                                                       | 一試合目                                                                | -                                                                       | -                                                                       | -                                                                       | -                                                                       | -                                                                       | -                                                                       | -                                                                       | -                                                                       | -                                                                       | -                                                                       |
| 麻雀飛龍伝説 天牌                 | 22    | 第599話                                                                 | 第600話                                                                 | 第601話                                                                 | 第602話                                                                 | 第603話                                                                 | 第604話                                                                 | 第605話                                                                 | 第606話                                                                 | 第607話                                                                 | 第608話                                                                 | 第609話                                                                 | 第610話                                                                 | 第611話                                                                 | 第612話                                                                 |
| 親玉'S マスターズ                 | 22    | -                                                                       | -                                                                       | -                                                                       | 第1話                                                                   | 第2話                                                                   | 第3話                                                                   | -                                                                       | 第4話                                                                   | 第5話                                                                   | 第6話                                                                   | -                                                                       | 第7話                                                                   | 第8話                                                                   | 第9話                                                                   |
| ミナミの帝王                      | 22    | 銭の996                                                                 | 銭の997                                                                 | 銭の998                                                                 | 銭の999                                                                 | 銭の1000                                                                | 銭の1001                                                                | 銭の1002                                                                | 銭の1003                                                                | 銭の1004                                                                | 銭の1005                                                                | 銭の1006                                                                | 銭の1007                                                                | 銭の1008                                                                | 銭の1009                                                                |
| 湯探歩                            | 2     | -                                                                       | -                                                                       | -                                                                       | 第13湯                                                                  | -                                                                       | -                                                                       | -                                                                       | 第14湯                                                                  | -                                                                       | -                                                                       | -                                                                       | -                                                                       | 第15湯                                                                  | -                                                                       |
| リバースエッジ大川端探偵社        | 20    | -                                                                       | -                                                                       | -                                                                       | -                                                                       | 第34話                                                                  | -                                                                       | -                                                                       | -                                                                       | -                                                                       | -                                                                       | -                                                                       | -                                                                       | -                                                                       | 第35話                                                                  |
| 歴女ガイドねね                    | 1     | 第29陣                                                                  | -                                                                       | 第30陣                                                                  | 第31陣                                                                  | 第32陣                                                                  | -                                                                       | -                                                                       | -                                                                       | 第33陣                                                                  | 第34陣                                                                  | 第35陣                                                                  | -                                                                       | 第36陣                                                                  | -                                                                       |
| 69デナシ                          | 22    | 第14話                                                                  | 第15話                                                                  | 第16話                                                                  | 第17話                                                                  | 第18話                                                                  | 第19話                                                                  | 第20話                                                                  | 第21話                                                                  | 第22話                                                                  | 第23話                                                                  | 第24話                                                                  | 第25話                                                                  | 第26話                                                                  | 第27話                                                                  |
| 笑う殺し屋                        | 22    | ( 2 )                                                                   | -                                                                       | -                                                                       | -                                                                       | -                                                                       | -                                                                       | -                                                                       | -                                                                       | -                                                                       | -                                                                       | -                                                                       | -                                                                       | -                                                                       | -                                                                       |
| 備考                              | 備考  | ※参考として頁数の一例も記す。 ※単発掲載作品 - No.2271 小林拓己 10ページ | ※参考として頁数の一例も記す。 ※単発掲載作品 - No.2271 小林拓己 10ページ | ※参考として頁数の一例も記す。 ※単発掲載作品 - No.2271 小林拓己 10ページ | ※参考として頁数の一例も記す。 ※単発掲載作品 - No.2271 小林拓己 10ページ | ※参考として頁数の一例も記す。 ※単発掲載作品 - No.2271 小林拓己 10ページ | ※参考として頁数の一例も記す。 ※単発掲載作品 - No.2271 小林拓己 10ページ | ※参考として頁数の一例も記す。 ※単発掲載作品 - No.2271 小林拓己 10ページ | ※参考として頁数の一例も記す。 ※単発掲載作品 - No.2271 小林拓己 10ページ | ※参考として頁数の一例も記す。 ※単発掲載作品 - No.2271 小林拓己 10ページ | ※参考として頁数の一例も記す。 ※単発掲載作品 - No.2271 小林拓己 10ページ | ※参考として頁数の一例も記す。 ※単発掲載作品 - No.2271 小林拓己 10ページ | ※参考として頁数の一例も記す。 ※単発掲載作品 - No.2271 小林拓己 10ページ | ※参考として頁数の一例も記す。 ※単発掲載作品 - No.2271 小林拓己 10ページ | ※参考として頁数の一例も記す。 ※単発掲載作品 - No.2271 小林拓己 10ページ |

## 発行部数
これらの部数は全国出版協会発行の「出版指標 年報」掲載の推定値であり、実数ではないので注意が必要である。
|                    | 部数   | 出典                                         |
| ------------------ | ------ | -------------------------------------------- |
| 1989年（平成元年） | 30万部 | 1990年版 出版指標年報                        |
| 1990年（平成2年）  | 34万部 | 1991年版 出版指標年報                        |
| 1991年（平成3年）  | 34万部 | 1992年版 出版指標年報                        |
| 1992年（平成4年）  | 30万部 | 1993年版 出版指標年報                        |
| 1993年（平成5年）  | 30万部 | 1994年版 出版指標年報                        |
| 1994年（平成6年）  | 32万部 | 1995年版 出版指標年報                        |
| 1995年（平成7年）  | 32万部 | 1996年版 出版指標年報                        |
| 1996年（平成8年）  | 32万部 | 1997年版 出版指標年報                        |
| 1997年（平成9年）  | 32万部 | 1998年版 出版指標年報                        |
| 1998年（平成10年） | 31万部 | 1999年版 出版指標年報                        |
| 1999年（平成11年） | 33万部 | 2000年版 出版指標年報                        |
| 2000年（平成12年） | 38万部 | 2001年版 出版指標年報                        |
| 2003年（平成15年） | 35万部 | 2004年版 出版指標年報 ISBN 4-9901618-1-5     |
| 2004年（平成16年） | 36万部 | 2005年版 出版指標年報 ISBN 4-9901618-2-3     |
| 2005年（平成17年） | 32万部 | 2006年版 出版指標年報 ISBN 4-9901618-3-1     |
| 2006年（平成18年） | 31万部 | 2007年版 出版指標年報 ISBN 978-4-9901618-4-2 |
| 2007年（平成19年） | 39万部 | 2008年版 出版指標年報 ISBN 978-4-9901618-5-9 |
| 2008年（平成20年） | 33万部 | 2009年版 出版指標年報 ISBN 978-4-9901618-6-6 |
| 2009年（平成21年） | 30万部 | 2010年版 出版指標年報 ISBN 978-4-9901618-7-3 |
| 2010年（平成22年） | 29万部 | 2011年版 出版指標年報 ISBN 978-4-9901618-8-0 |
| 2011年（平成23年） | 34万部 | 2012年版 出版指標年報 ISBN 978-4-9901618-9-7 |
| 2012年（平成24年） | 33万部 | 2013年版 出版指標年報 ISBN 978-4-915084-00-3 |
| 2013年（平成25年） | 31万部 | 2014年版 出版指標年報 ISBN 978-4-915084-01-0 |
| 2014年（平成26年） | 32万部 | 2015年版 出版指標年報 ISBN 978-4-915084-02-7 |
| 2015年（平成27年） | 28万部 | 2016年版 出版指標年報 ISBN 978-4-915084-03-4 |

## 主な増刊
- 別冊漫画ゴラク
- 漫画ゴラクネクスター
- 麻雀ゴラク
- ヤングゴラク
- 漫画ゴラクカーニバル → コミックBREAK
- 漫画ゴラク 漫画パチンコ大連勝
- さくらハーツ → コミックヘヴン
- 食漫
- 月刊ハッカー（ハッカーインターナショナル編集・発行）